# Joseph Marx
Joseph Marx (Graz, 11 de maio de 1882 — Graz, 3 de setembro de 1964) foi um compositor, professor e crítico musical austríaco.
Escreveu sinfonias, obras corais, canções, música de câmara, peças para piano e dois concertos para piano e orquestra.